# Hans Rosendal
Hans Rosendal, född den 4 september 1839, död den 16 januari 1921 i Lyngby, var en dansk folkhögskoleföreståndare. 
Rosendal var 1860-67 lärare vid borgarskolan i Vejle, upprättade sedan folkhögskolan i Vinding nära Vejle, vilken han ledde i 25 år, och övertog 1892 Grundtvigs till Lyngby flyttade folkhögskola. Rosendal utgav Nogle Bidrag til Rødding Højskoles Historie (1894), Træk af Danskhedens Historie i Sønderjylland (2 band, 1911 -12), N. Fr. S. Grundtvig (1913) det historisk-statistiska verket Danmarks Folkehøjskoler og Landbrugsskoler 1844-94 (1894), Om Kong Frederik VII (1916) och Fra Danskhedens Kamp i Sønderjylland (1918, tidigare utgiven på franska, engelska och svenska 1916–17). Han avgick som föreståndare för folkhögskolan 1919, efterträdd av sin son.